# Europa Cup (mannenhandbal) 1973/74
De European Champions Cup 1973/74 was de veertiende editie van de hoogste handbalcompetitie voor clubs in Europa. Het West-Duitse VfL Gummersbach won voor de vierde keer de European Champions Cup.

## Deelnemers
| Tweede ronde     | Tweede ronde     | Tweede ronde      | Tweede ronde       |
| ---------------- | ---------------- | ----------------- | ------------------ |
| SC Empor Rostock | HIFK Helsinki    | CSKA Moskou       | UHC Salzburg       |
| UHK Krems        | MAI Moskou       | SAAB Linköping    |                    |
| Eerste ronde     |                  |                   |                    |
| Valur Reykjavik  | Borac Banja Luka | VfL Gummersbach   | IF Stadion Brøndby |
| FC Barcelona     | HB Dudelange     | Hapoël Herzelia   | CSL Dijon          |
| Sittardia        | Oppsal IF        | ŠKP Bratislava    | Kyndil Tórshavn    |
| Avanti Lebbeke   | Śląsk Wrocław    | Sporting Portugal | Lokomotiv Sofia    |

## Voorronde

### Eerste ronde
| Team 1           | Score   | Team 2             | 1       | 2       |
| ---------------- | ------- | ------------------ | ------- | ------- |
| Valur Reykjavik  | 18 – 27 | VfL Gummersbach    | 10 – 11 | 08 – 16 |
| FC Barcelona     | 61 – 39 | Hapoël Herzelia    | 32 – 16 | 29 – 23 |
| Sittardia        | 29 – 35 | ŠKP Bratislava     | 18 – 16 | 11 – 19 |
| Avanti Lebbeke   | 25 – 32 | Sporting Portugal  | 16 – 16 | 09 – 16 |
| Borac Banja Luka | 36 – 29 | IF Stadion Brøndby | 20 – 10 | 16 – 19 |
| HB Dudelange     | 29 – 32 | CSL Dijon          | 18 – 17 | 11 – 15 |
| Oppsal IF        | 39 – 26 | Kyndil Tórshavn    | 18 – 14 | 21 – 12 |
| Śląsk Wrocław    | 32 – 33 | Lokomotiv Sofia    | 23 – 15 | 09 – 18 |

### Tweede ronde
| Team 1            | Score   | Team 2                   | 1       | 2       |
| ----------------- | ------- | ------------------------ | ------- | ------- |
| FC Barcelona      | 37 – 50 | VfL Gummersbach          | 22 – 30 | 15 – 20 |
| SC Empor Rostock  | 33 – 35 | CSKA Moskou              | 18 – 16 | 15 – 19 |
| Sporting Portugal | 29 – 48 | ŠKP Bratislava           | 14 – 31 | 15 – 17 |
| Borac Banja Luka  | 49 – 42 | SAAB Linköping           | 26 – 16 | 23 – 26 |
| UHK Krems         | 30 – 41 | CSL Dijon                | 18 – 17 | 12 – 24 |
| Oppsal IF         | 30 – 24 | TSV St. Otmar Saint-Gall | 18 – 10 | 12 – 14 |
| HIFK Helsinki     | 38 – 55 | Budapest Honvéd          | 17 – 23 | 21 – 32 |
| MAI Moskou        | 48 – 42 | Lokomotiv Sofia          | 28 – 21 | 20 – 21 |

## Hoofdronde

### Kwartfinale
| Team 1          | Score   | Team 2           | 1       | 2       |
| --------------- | ------- | ---------------- | ------- | ------- |
| ŠKP Bratislava  | 37 – 31 | Borac Banja Luka | 20 – 16 | 17 – 15 |
| VfL Gummersbach | 40 – 33 | CSKA Moskou      | 22 – 14 | 18 – 19 |
| Oppsal IF       | 35 – 29 | CSL Dijon        | 19 – 15 | 16 – 14 |
| Budapest Honvéd | 26 – 32 | MAI Moskou       | 13 – 10 | 13 – 22 |

### Halve finale
| Team 1         | Score   | Team 2          | 1       | 2       |
| -------------- | ------- | --------------- | ------- | ------- |
| ŠKP Bratislava | 25 – 31 | VfL Gummersbach | 15 – 16 | 10 – 15 |
| Oppsal IF      | 26 – 32 | MAI Moskou      | 13 – 10 | 13 – 22 |

### Finale
| Datum         | Team 1     | Score   | Team 2          | Locatie                   |
| ------------- | ---------- | ------- | --------------- | ------------------------- |
| 21 april 1974 | MAI Moskou | 17 – 19 | VfL Gummersbach | Westfalenhallen, Dortmund |

|                 |
|                 |
| VfL Gummersbach |
| 4de titel       |